# تل رنجبر
تل رنجبر مربوط به سده‌های ۶ و ۷ ه.ق است و در شهرستان شیراز، بخش ارژن، دهستان قره چمن، جنوب شرق روستای چرامکان واقع شده و این اثر در تاریخ ۳۰ بهمن ۱۳۸۶ با شمارهٔ ثبت ۲۰۹۷۹ به‌عنوان یکی از آثار ملی ایران به ثبت رسیده است.